# Ocalenie Sary Cain
Ocalenie Sary Cain – amerykański film obyczajowy z 2007 roku na podstawie powieści Beverly Lewis.

## Główne role
- Lisa Pepper - Sarah Cain
- Abigail Mason - Lyddie Cottrell
- Elliott Gould - Bill Alexander
- Yolanda Wood - Norma
- Jennifer O’Dell - Madison Miller
- Tom Tate - Bryan Ford
- Tom Markus - Biskup Stoltzfus
- Soren Fulton - Caleb Cottrell
- Danielle Chuchran - Anna Mae Cottrell
- Tanner Maguire - Josiah Cottrell
- Bailee Madison - Hannah Cottrell
- Tess Harper - Miriam Esh
- John F. Cruz - Samuel King
- Phil Abrams - Charles Eberley
- Ian Reed Jones - Joseph King
- Monique Lanier - Ada King
- Max Whitaker - Sol King
- Kalburt Dallof - Quigley
- Caitlin E.J. Meyer - Courtney
- Whitney Lee - Amanda
- Brittany Landon - Stacey
- Jeff Olsen - Trener Doyle
- Scott Christopher - Jerry Kitchel

## Fabuła
Sarah Cain pracuje jako edytorka w Portland. Nagle dowiaduje się, że jej siostra Ivy zmarła. Wyjeżdża na pogrzeb do Pensylwanii. Jej siostra wcześniej wyszła za mąż za Amisza. Sarah na miejscu dowiaduje się, że jest prawną opiekunką jej pięciorga dzieci. Zabiera je do siebie. Ale one mają poważne problemy z dostosowaniem się do życia w mieście.